# 梅彭 (下萨克森州)
梅彭（德語：Meppen，發音：[ˈmɛpn̩] ⓘ）是德国下萨克森州埃姆斯兰县的城市，也是埃姆斯兰县的县治，面积188.4平方千米，2023年12月31日人口为36,137人。